# Clinodiplosis nidorum
Clinodiplosis nidorum är en tvåvingeart som beskrevs av Jean-Jacques Kieffer 1913. Clinodiplosis nidorum ingår i släktet Clinodiplosis och familjen gallmyggor. Inga underarter finns listade i Catalogue of Life.